# Deutsche Badminton-Mannschaftsmeisterschaft 1969/70
Die Deutsche Badminton-Mannschaftsmeisterschaft 1969/70 bestand aus einer regionalen Ligenrunde, auf welche die Endrunde in Turnierform folgte, welche am 2. und 3. Mai 1970 in Mülheim an der Ruhr stattfand. Aus den zwei Gruppen qualifizierten sich die Erstplatzierten für das Finale. Meister wurde der 1. BV Mülheim, welcher im Endspiel den MTV München von 1879 knapp mit 5:3 besiegte.

## Gruppenphase

### Gruppe 1
- 1. 1. BV Mülheim
- 2. PSV Grün-Weiß Wiesbaden
- 3. PSV Würzburg (nicht angetreten)
- 3. VfL Wolfsburg (nicht angetreten)

### Gruppe 2
- 1. MTV München von 1879
- 2. 1. BC Beuel
- 3. TuS Wiebelskirchen
- 4. VfB Lübeck

## Finale
1. BV Mülheim – MTV München 5:3

## Endstand
- 1. 1. BV Mülheim
(Gerhard Kucki, Horst Lösche, Karl-Heinz Garbers, Heinz-Jürgen Fischer, Karin Dittberner, Karin Schäfer)
- 2. MTV München von 1879
(Franz Beinvogl, Erich Eikelkamp, Siegfried Betz, Rupert Liebl, Herr Knapp, Anke Betz, Inge Mönch)
- 3. PSV Grün-Weiß Wiesbaden
(Torsten Winter, Jürgen Stock, Jochen Stahl, Horst Kuhlemann, Rosel Drolsbach, Herma Aliari)
- 3. 1. BC Beuel
(Roland Maywald, Horst Hoppe, Manfred Merz, Karl Weiland, Ulli Schäfers, Gudrun Ziebold, Marieluise Wackerow, Helga Fischer)
- 5. TuS Wiebelskirchen
- 6. VfB Lübeck
- 7. PSV Würzburg
- 7. VfL Wolfsburg